# حارتنا حلوة (مسلسل)
مسلسل سعودي عرض في رمضان 2008م - 1429هـ على القناة الأولى السعودية تم تصويره مابين منطقتي الدمام والأحساء مدينة العيون، والعمل من إخراج: عبد الخالق الغانم.

## فريق العمل
ورشة السيناريو
- عبد الخالق الغانم
- سمير الناصر
- فائقة
- عبد الرزاق الممتن

### بطولة
- سمير الناصر
- غازي حسين
- بشير غنيم
- محفوظ المنسف
- راضي المهنا
- فهد الشافعي
- ميثم الرزق
- فيصل الشعيب
- فارس الخالدي
- انتصار الشراح
- سعاد علي
- ليلى السلمان
- شيماء محمد
- وفاء مكي
- ابتسام العطاوي
- سعاد الغانم
- جميل القحطاني
- سعيد صالح
- علي العواس

### تمثيل
- مرتضى سمير الناصر
- مجتبى الناصر
- مهدي الناصر
- أحمد العباد
- بدر عبد الخالق الغانم
- بدر الحميدي
- إبراهيم الحجاج
- سلطان المقبالي

### إخراج
- عبد الخالق الغانم

## وصلة
جريدة الجزيرة